# Бюлент Улусой
Бюлент Улусой (тур. Bülent Ulusoy, 7 січня 1978, Трабзон) — турецький боксер, призер чемпіонату світу і чемпіон Європи серед аматорів.

## Аматорська кар'єра
- Бюлент Улусой 1994 року став чемпіоном Європи серед юнаків, а 1995 року — чемпіоном Європи серед молоді. На чемпіонаті світу серед молоді 1996 вибув з боротьби за нагороди у попередньому раунді.
- На чемпіонаті світу 1997 в категорії до 67 кг Бюлент Улусой програв у першому бою.
- На чемпіонаті Європи 1998 програв у другому бою Вадиму Мязга (Білорусь).
- На чемпіонаті Європи 2000 став чемпіоном.
  - В 1/8 фіналу переміг Стівена Кюхлера (Німеччина) — 5-0
  - В чвертьфіналі переміг Ріку Лумберга (Фінляндія) — 5-4
  - В півфіналі переміг Даріуса Ясявичюса (Литва) — 6-1
  - В фіналі переміг Валерія Бражника (Україна) — 5(+)-5
- На Олімпійських іграх 2000 переміг Пек Джин Сок (Південна Корея) — 8-6 і Данте Крейга (США) — 9-4, а у чвертьфіналі програв Віталію Грушаку (Молдова) — 10-19.
- На чемпіонаті світу 2001 в категорії до 71 кг Бюлент Улусой завоював бронзову медаль.
  - В 1/16 фіналу переміг Ци Цзина (Китай) — 17-6
  - В 1/8 фіналу переміг Хоцо Мотау (ПАР) — RSCO 3
  - В чвертьфіналі переміг Жана Паскаля (Канада) — 26-10
  - В півфіналі програв Мар'яну Сіміон (Румунія) — 19-20
- На чемпіонаті Європи 2002 переміг двох суперників, а у чвертьфіналі програв Андрію Мішину (Росія).
- 2003 року Бюлент Улусой в категорії до 69 кг переміг на 1-му чемпіонаті Європейського Союзу. На чемпіонаті світу 2003 у першому бою переміг Віктора Полякова (Україна), а в наступному програв майбутньому чемпіону Лоренсо Арагон (Куба).
- На чемпіонаті Європи 2004 програв у другому бою Олександру Бокало (Україна). Після цього Бюлент Улусой переміг на чемпіонаті Європейського Союзу, ставши дворазовим чемпіоном, і кваліфікувався на Олімпійські ігри 2004.
- На Олімпійських іграх 2004 в першому бою переміг Елліса Хібай (Замбія) — 45-32, а в другому програв Шерзоду Хусанову (Узбекистан) — 9-23.
- На чемпіонаті світу 2005 переміг Руслана Хаїрова (Азербайджан), а в другому бою програв Віталію Грушаку (Молдова).
- На чемпіонаті Європи 2006 програв у другому бою майбутньому чемпіону Андрію Баланову (Росія).